# Chou-fleur
Brassica oleracea Groupe Botrytis
Variété
Classification phylogénétique
Le chou-fleur est une variété de choux de la famille des Brassicacées, cultivée comme plante potagère pour son méristème floral hypertrophié et charnu, consommé comme légume. Le terme désigne aussi ce légume.
Ses noms communs sont aussi chou de Chypre, chou de Syrie ; (de) : Blumenkohl, (en) : cauliflower, (es) : coliflor, (it) : cavolfiore.

## Description
Nom scientifique : Brassica oleracea L. var. botrytis L., famille des Brassicacées (crucifères), sous-famille des Brassicoideae. 
Il s'agit d'une variété du chou commun (Brassica oleracea), issue de plusieurs siècles de sélection.
Le chou-fleur est une plante herbacée bisannuelle qui produit une boule blanche tendre et compacte. Cette boule est un méristème, un organe pré-floral qui, si on le laisse évoluer, continue sa croissance en tiges florales qui porteront des fleurs jaunes ou blanches, typiques du genre Brassica, puis finalement les graines. Le méristème est récolté avant que le chou ne passe au stade de la floraison. 
Les feuilles à côtes développées enveloppent étroitement cette inflorescence.
La croissance du chou-fleur, comme celle du chou romanesco, se fait avec des formes de fractales complexes et parfaites. Des études montrent que cette croissance bien particulière provient d'une sorte de "lutte génétique" entre les tiges et les fleurs

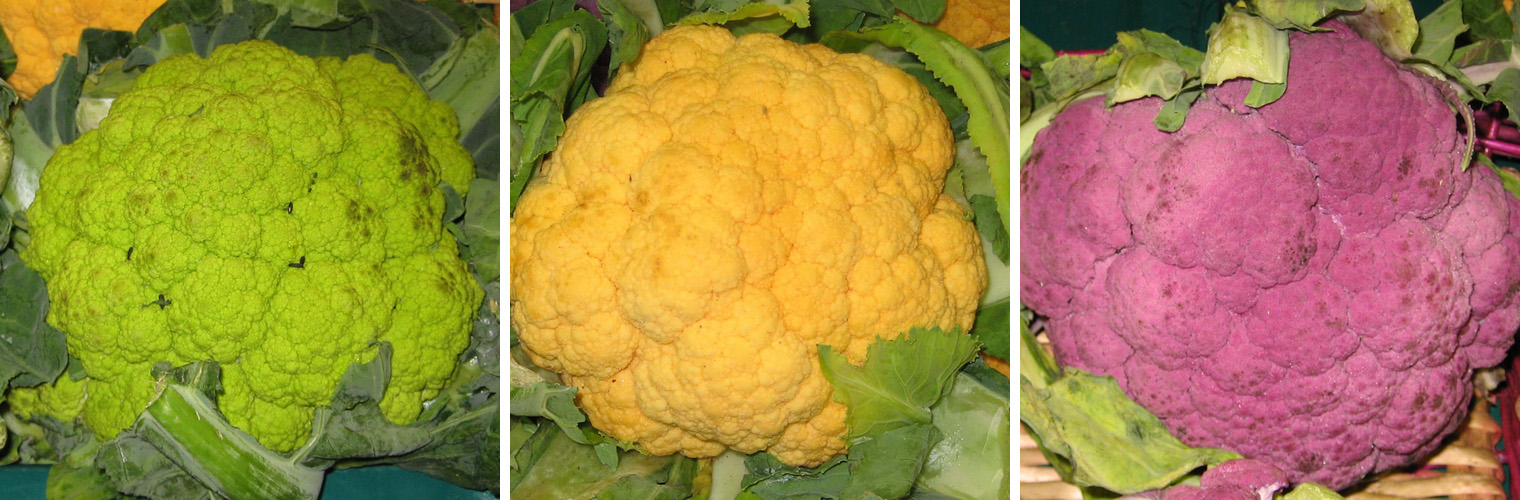
Choux-fleurs vert, jaune et violet à l'étalage d'un marché de fruits et légumes.

### Variétés
Le chou-fleur classique en France est blanc mais il existe en Italie de nombreux types traditionnels de diverses couleurs, comme le Violet de Sicile (violet) et le Romanesco (jaune soufre). Ces types ont récemment été améliorés et apparaissent sur les marchés européens. En revanche, le chou-fleur orange est une obtention récente. Des coupes effectuées changent de couleur (plus ou moins bleue ou rouge) selon le pH. On dénombre en 2023 200 variétés inscrites au catalogue officiel français.

## Utilisation
Le chou-fleur est aussi considéré comme un excellent anti-inflammatoire réduisant les symptômes de l'arthrite mais aussi les maladies inflammatoires. Il contient également de la vitamine B, favorable aux fonctions cérébrales comme par exemple : la mémoire. Ce légume est aussi une source considérable de protéines et de vitamines[réf. nécessaire]

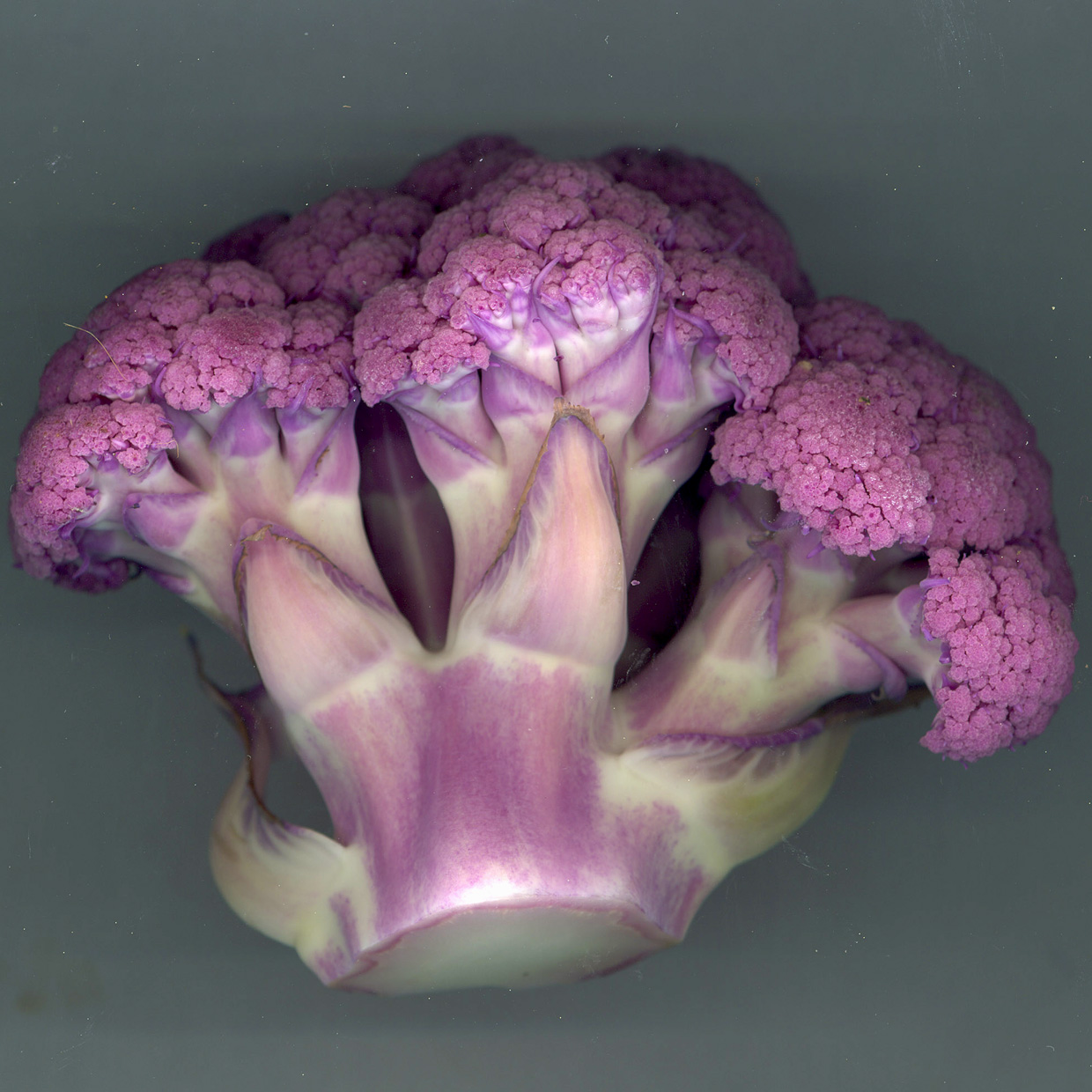
Partie de l'inflorescence d'un chou-fleur violet.

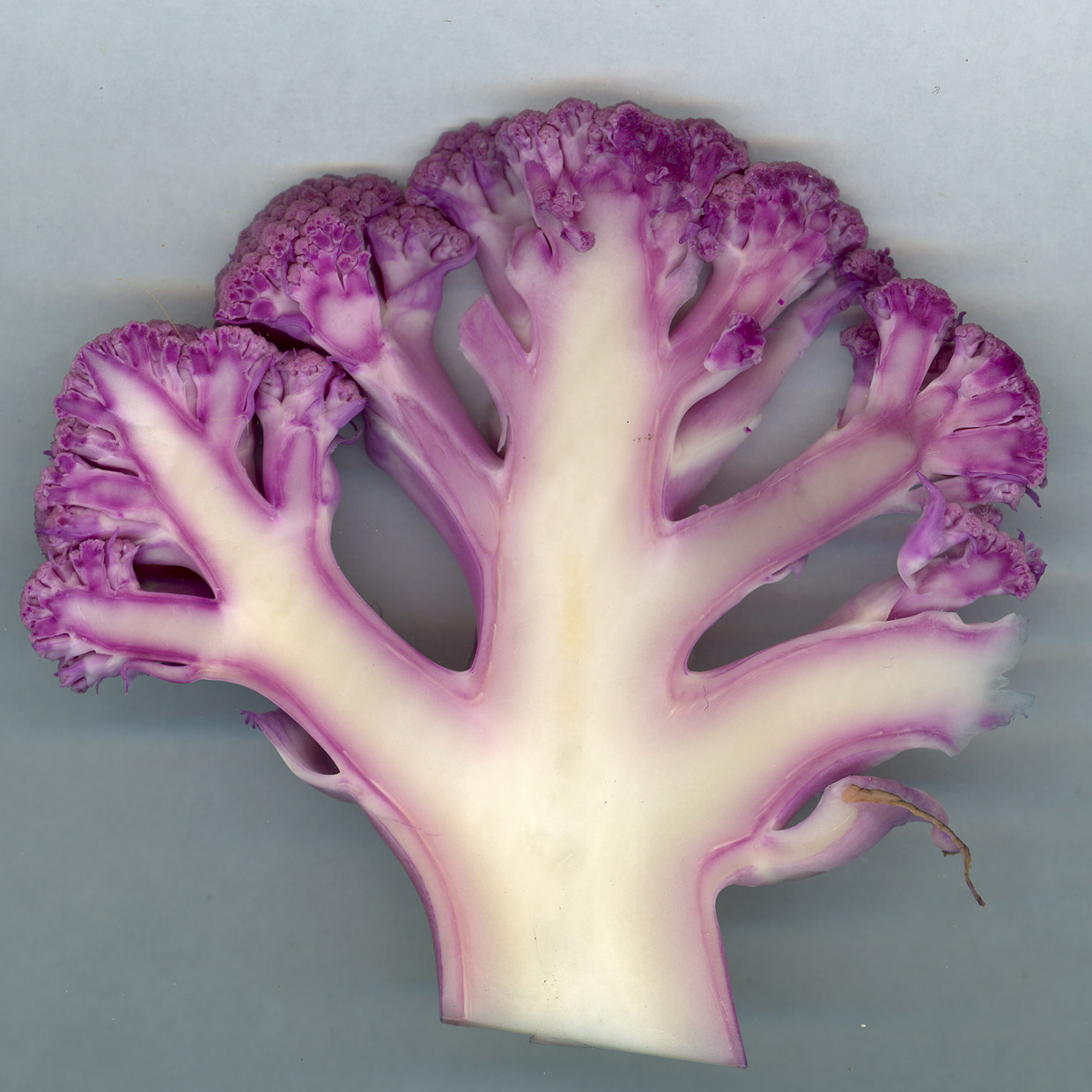
Partie de l'inflorescence d'un chou-fleur violet en coupe longitudinale.

.

## Histoire
Le chou-fleur provient certainement du chou sauvage de la Grèce (Brassica cretica Lam.). Il a été introduit au Proche-Orient où il aurait été sélectionné. Il est cité par Ibn al'Awwam au XIIe siècle. Appelé chou de Syrie, chou de Chypre puis chou de Candie (île de Crête) et chou de Malte, cette succession de ses noms montre son passage d'Est en Ouest jusqu'en Italie où il arrive au XVIe siècle. Il va s'y diversifier énormément au contact des autres choux qui y sont cultivés depuis longtemps. Son arrivée en France est notée par Olivier de Serres en 1600 sous le nom de cavolofiore traduit ensuite en chou-fleur,. Sa popularité en Italie va le rendre à la mode à partir de la Renaissance. Les rois Louis XIV et Louis XV en étaient friands et plusieurs recettes ont été créées à la cour, telle que le « potage à la du Barry ». Cependant sa culture ne se développe en France qu'à partir de 1830.

## Production

### Production mondiale
| Production en tonnes, données 2003 et 2004 Données de FAOSTAT (FAO) |            |       |            |       |
| Chine                                                               | 7 084 863  | 44 %  | 7 334 500  | 45 %  |
| Inde                                                                | 4 800 000  | 30 %  | 4 800 000  | 29 %  |
| Italie                                                              | 503 705    | 3 %   | 500 000    | 3 %   |
| Espagne                                                             | 488 400    | 3 %   | 492 400    | 3 %   |
| France                                                              | 413 657    | 3 %   | 385 267    | 2 %   |
| États-Unis                                                          | 397 850    | 2 %   | 397 850    | 2 %   |
| Pakistan                                                            | 201 000    | 1 %   | 201 000    | 1 %   |
| Mexique                                                             | 200 000    | 1 %   | 200 000    | 1 %   |
| Pologne                                                             | 188 845    | 1 %   | 180 000    | 1 %   |
| Autres pays                                                         | 1 904 799  | 12 %  | 1 892 566  | 12 %  |
| Total                                                               | 16 183 119 | 100 % | 16 383 583 | 100 % |

### Production française

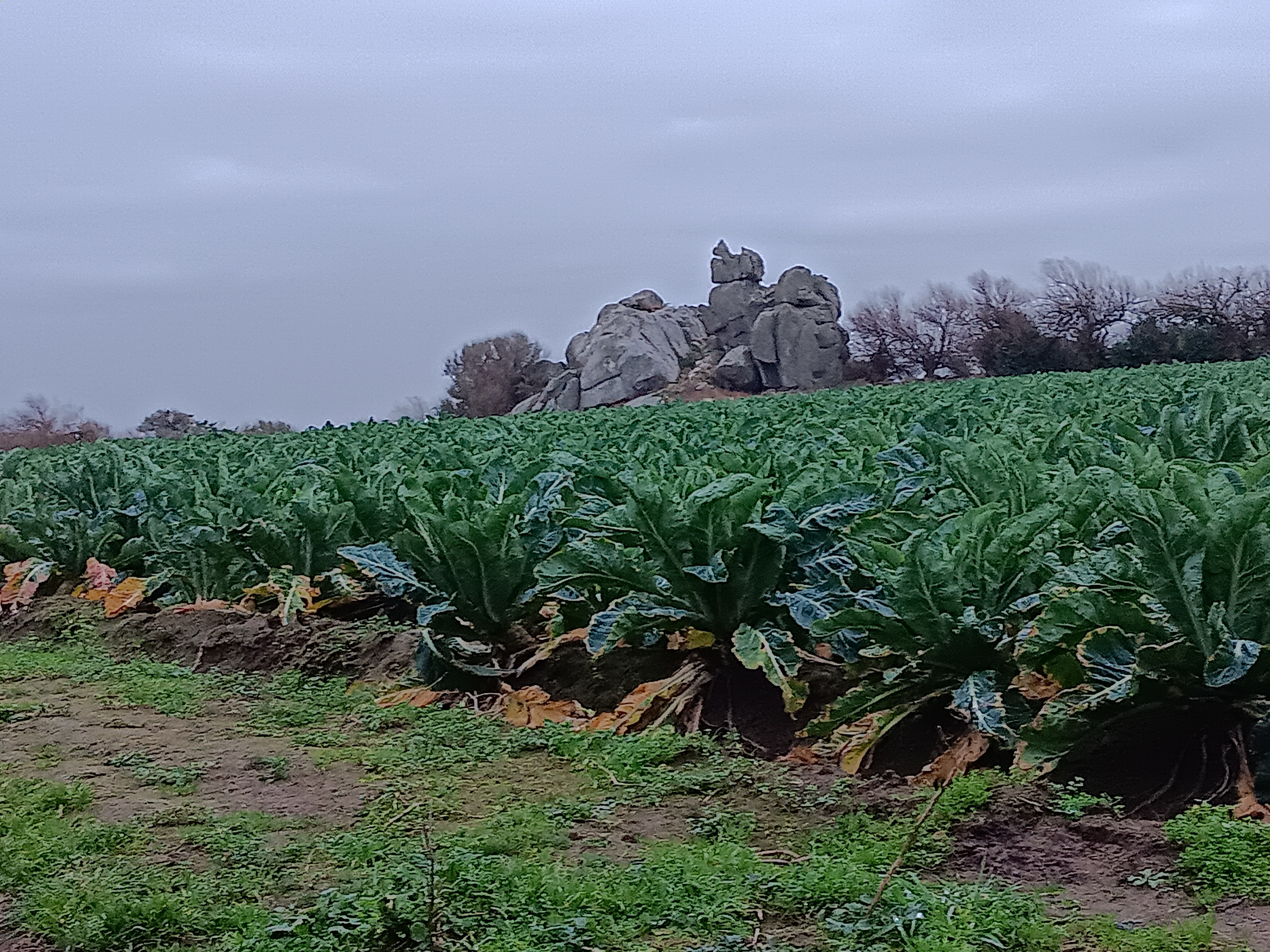
Champ de choux-fleurs (Finistère), février 2024.

En 2017, la production française est de 305 915 tonnes. La surface cultivée qui lui est consacrée est de 16 746 hectares, soit un rendement de 18,3 tonnes par hectare. Les principaux départements producteurs sont le Finistère, les Côtes-d'Armor, l'Ille-et-Vilaine, la Manche et le Nord. 85 % de la production française totale est réalisée en Bretagne. Le commerce extérieur est excédentaire : 145 861 tonnes produites sont exportées et 52 750 tonnes sont importées.

## Culture
Dans l'hémisphère nord, les semis de choux-fleurs se préparent au printemps (fin mai début juin) et la mise en place des plants se fait en juillet et août. Les choux-fleurs se récoltent entre octobre et mai suivant les variétés et la localisation de la culture, avec une récolte possible en automne si les semis sont faits fin mai dans une pépinière ombragée.

## Calendrier républicain
Le chou-fleur voit son nom attribué au septième jour du mois de frimaire du calendrier républicain ou révolutionnaire français, généralement chaque 27 novembre du calendrier grégorien.